# Carol's Second Act
Carol's Second Act è una serie televisiva creata nel 2019 con protagonisti: Patricia Heaton, Jean-Luc Bilodeau, Ashley Tisdale e Kyle MacLachlan.

## Trama
Dopo aver cresciuto i suoi due figli e dopo essersi ritirata dall'insegnamento, Carol Kenney intraprende un secondo atto della sua vita: perseguire il suo sogno di diventare un medico e iniziare uno stage presso il Loyola Memorial Hospital.

## Episodi
| Stagione       | Episodi | Prima TV USA | Prima TV Italia |
| -------------- | ------- | ------------ | --------------- |
| Prima stagione | 18      | 2019-2020    | inedita         |

## Personaggi e interpreti
- Carol Kenney, interpretata da Patricia Heaton.
- Jenny Kenney, interpretata da Ashley Tisdale.
È la figlia tanto amata da Carol che divenne una rappresentante farmaceutica.
- Stephen Frost, interpretato da Kyle MacLachlan.
È il bello e affabile medico curante del reparto, così come il presidente del dipartimento.
- Maya Jacobs, interpretata da Ito Aghayere.
È il capo residente responsabile di Carol e degli altri tre stagisti.
- Daniel Kutcher, interpretato da Jean-Luc Bilodeau.
È uno dei membri del gruppo di stagisti di Carol.
- Lexie Gilani, interpretato da Sabrina Jalees.
È un membro del gruppo di stagisti di Carol.

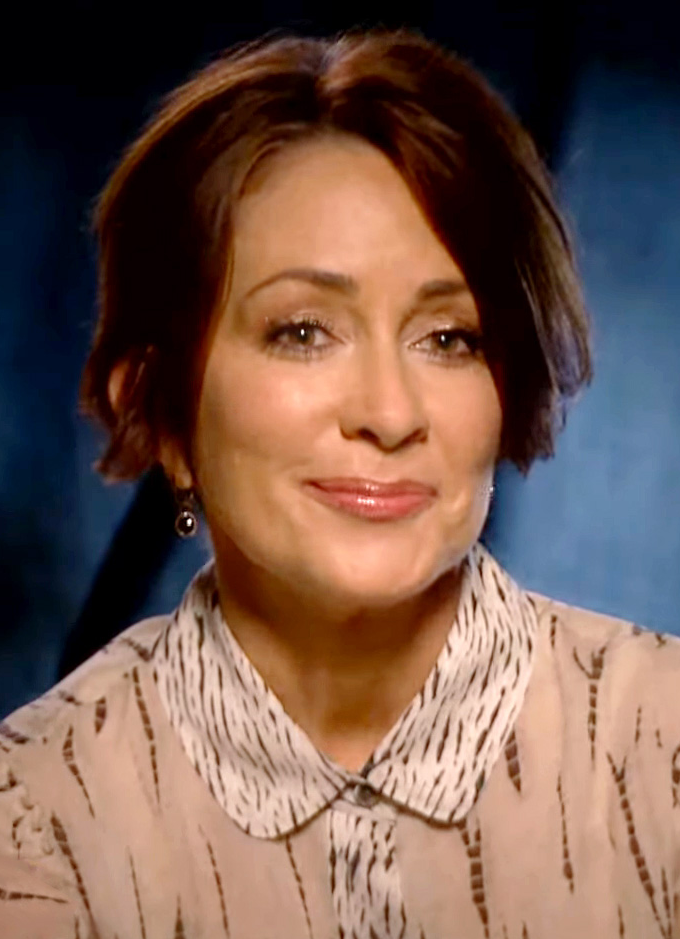
Patricia Heaton, interprete di Carol Kenney
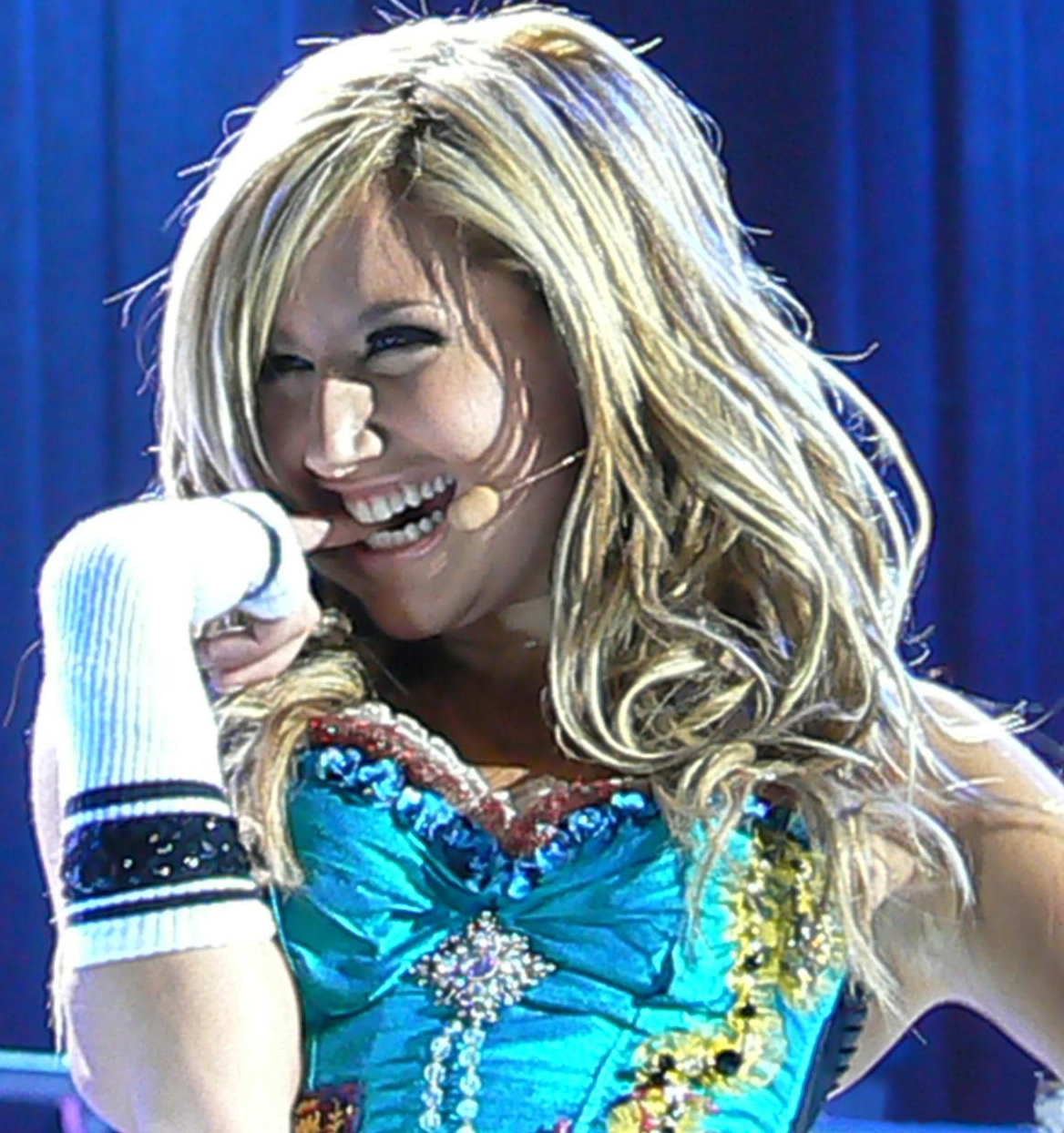
Ashley Tisdale, interprete di Jenny Kenney
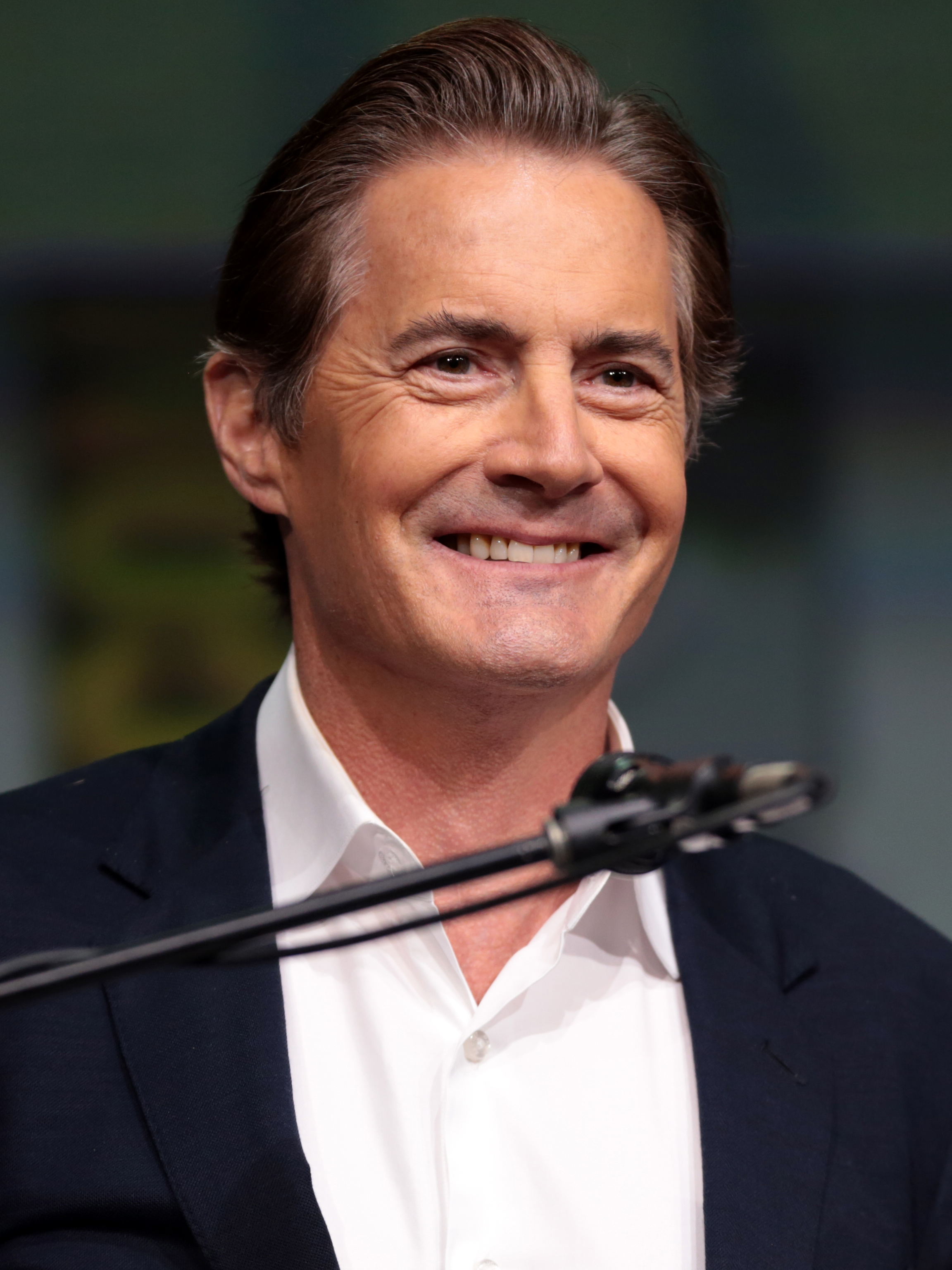
Kyle MacLachlan, interprete di Stephen Frost
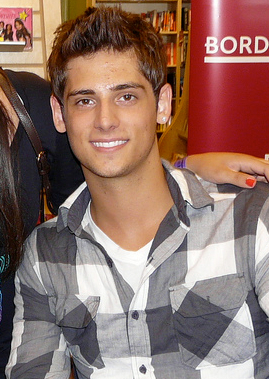
Jean-Luc Bilodeau, interprete di Daniel Kutcher